# 小鳥谷バイパス
小鳥谷バイパス（こずやバイパス）は、岩手県二戸郡一戸町を通る国道4号のバイパス道路である。

## 概要
全長は4.3kmであるが、2.6 kmが暫定で供用している。片側1車線の全面アスファルト舗装で、東側に幅3.5mの歩道を整備。最高制限速度は全区間50km/h。
旧道は西側より平面交差で分岐して当バイパスをくぐる形に線形変更された。

### 整備の目的
国道4号は一戸町小鳥谷地区（旧小鳥谷村域の市街地）において住宅や商店が密集する地区を通過しており、この場所は歩道が狭い上に見通しの悪い急カーブが存在するため、交通渋滞や沿道環境悪化などが懸念されていた。
これらの問題を解決すべく、1988年に事業着手（調査・測量開始）。2008年3月15日午後3時に小鳥谷字道地から野中橋南までの2.6kmが部分開通した。バイパスが部分開通したことにより、2008年9月14日には小鳥谷まつりの山車運行が約40年ぶりに復活した。
2014年4月1日付けで旧道区間が国道指定を外れたため、当BPが国道4号の本線となった。なお小鳥谷市街・小鳥谷駅方面への案内標識に国道4号アイコンは（当BPの開通）当初から掲載されていない。

### 路線データ
- 起点 : 岩手県二戸郡一戸町小鳥谷字道地（小鳥谷バイパス南口交差点）
- 終点 : 岩手県二戸郡一戸町岩館字川又（一戸バイパス南口）

## 歴史
- 1988年（昭和63年）度 - 事業着手。
- 2008年（平成20年）3月15日 - 二戸郡一戸町小鳥谷地内の2.6 kmが部分開通する。
- 2014年（平成26年）4月1日 - 小鳥谷市街地を通る旧道区間が国道指定より外され南半分は岩手県道101号小鳥谷停車場線に 、北半分は一戸町道へ各々降格（「広報いちのへ」2014年6月号14頁記事より）。

## 路線状況

### 事業主体
- 国土交通省東北地方整備局・二戸国道維持出張所

## 地理

### 交差する道路
- 岩手県道101号小鳥谷停車場線（一戸町小鳥谷字中村、小鳥谷BP南口T字路）
- 岩手県道15号一戸葛巻線（一戸町小鳥谷字穴久保・姉帯入口交差点）

※旧道の北側（野中橋付近）には車止めが新設され、二戸市・一戸市街方面から旧道（小鳥谷市街・小鳥谷駅方面）へ入る場合は姉帯入口十字路より県道15号を経由して入る形へと変わった。